# Richard Dawson
Richard Dawson, nato Colin Lionel Emm (Gosport, 20 novembre 1932 – Los Angeles, 2 giugno 2012), è stato un attore e conduttore televisivo britannico naturalizzato statunitense.

## Vita privata
Dal 1959 al 1967 è stato sposato con l'attrice Diana Dors, da cui ha avuto due figli. Nel 1991 si è sposato con Gretchen Johnson, da cui ha avuto un'altra figlia.

## Filmografia parziale

### Cinema
- Il giorno più lungo (The Longest Day), regia di Darryl F. Zanuck (1962) - non accreditato
- Qualcuno da odiare (King Rat), regia di Bryan Forbes (1965)
- La dolce vita... non piace ai mostri (Munster, Go Home!), regia di Earl Bellamy (1966)
- La brigata del diavolo (The Devil's Brigade), regia di Andrew V. McLaglen (1968)
- L'implacabile (The Running Man), regia di Paul Michael Glaser (1987)

### Televisione
- The Jack Benny Program - un episodio (1963)
- The Dick Van Dyke Show - un episodio (1963)
- L'ora di Hitchcock (The Alfred Hitchcock Hour) - un episodio (1964)
- Gli eroi di Hogan (Hogan's Heroes) - 168 episodi (1965-1971)
- Love, American Style - 3 episodi (1971-1972)
- Laugh-In - 60 episodi (1970-1973)
- Le pazze storie di Dick Van Dyke (The New Dick Van Dyke Show) - 7 episodi (1973-1974)
- Come si abbordano le pupe (How to Pick Up Girls!) - film TV (1978)
- Love Boat (The Love Boat) - un episodio (1978)

### Programmi TV
- Dream Girl of '67 - 10 episodi (1967)
- I've Got a Secret - 12 episodi (1972-1973)
- The Merv Griffith Show - 55 episodi (1966-1974)
- Tattletales - 11 episodi (1974-1977)
- Match Game 73 - 1279 episodi (1973-1978)
- Match Game PM - 121 episodi (1975-1978)
- The Tonight Show Starring Johnny Carson - 18 episodi (1972-1982)
- All-Star Family Feud Special - 16 episodi (1978-1984)
- Family Feud - 2335 episodi (1976-1985)

## Riconoscimenti
- Daytime Emmy Awards
  - 1978: "Outstanding Host or Hostess in a Game or Audience Participation Show"
- Saturn Award
  - 1988: "Best Supporting Actor"

## Doppiatori italiani
Nelle versioni in italiano delle opere in cui ha recitato, Richard Dawson è stato doppiato da:
- Giorgio Favretto in Gli eroi di Hogan
- Oreste Lionello in La brigata del diavolo
- Adolfo Lastretti in Love Boat
- Sergio Fiorentini in L'implacabile